# كنديون سودانيون
الكنديون السودانيون مجموعات عرقية تشمل الكنديين من السودانيين الأصل والمهاجرين السودانيين إلى كندا، ومن بينهم لاجئون من الحرب الأهلية السودانية الثانية، وسَجل تعداد كندا 2021 وجود 17,490 شخصًا أفادوا بأن أصلهم سوداني.